# Illigera glabra
Illigera glabra là một loài thực vật có hoa trong họ Hernandiaceae. Loài này được Y.R. Li miêu tả khoa học đầu tiên năm 1979.